# Song Without End
Song Without End is een Amerikaanse dramafilm uit 1960 onder regie van Charles Vidor en George Cukor. Destijds werd de film in Nederland uitgebracht onder de titel Rhapsodie der hartstochten.

## Verhaal
Hoewel hij door het publiek op handen wordt gedragen, voelt de jonge pianist Franz Liszt zich toch eenzaam. Tijdens een tournee door Europa maakt hij kennis met de beeldschone prinses Carolyne. Ze krijgen een relatie, maar daardoor gaat Liszt minder goed presteren.

## Rolverdeling
| Acteur            | Personage                     |
| ----------------- | ----------------------------- |
| Dirk Bogarde      | Franz Liszt                   |
| Capucine          | Carolyne zu Sayn-Wittgenstein |
| Geneviève Page    | Marie d'Agoult                |
| Patricia Morison  | George Sand                   |
| Ivan Desny        | Nikolaus zu Sayn-Wittgenstein |
| Martita Hunt      | Groothertogin                 |
| Lou Jacobi        | Potin                         |
| Albert Rueprecht  | Felix Lichnowsky              |
| Marcel Dalio      | Hippolyte Chelard             |
| Lyndon Brook      | Richard Wagner                |
| Walter Rilla      | Aartsbisschop                 |
| Hans Unterkircher | Tsaar Nicolaas I              |
| Erland Erlandsen  | Sigismund Thalberg            |
| Alexander Davion  | Frédéric Chopin               |
| Katherine Squire  | Anna Liszt                    |